# 표고전
요약
말린 표고 버섯을 물에 불려서 갓의 안쪽에 양념한 고기를 소로 채워서 만든 전.
표고전
국가   한국
구분   전유어
주재료  표고버섯,쇠고기, 두부
```
          본문
```

표고전은 말린 표고버섯을 물에 불려서 갓의
안쪽에 양념한 고기를 소로 채워서 전을 부친 것이다. 표고버섯은 되도록 작고 도톰 하고 갓이
```
피지 피지 않은 것이 적당하고 날 것보다는 말린
```

것이 맛이 있다. 표고버섯은 주로 산간지역에서
자생하며 주산지로는 경북 상주.김천,충남 보령.홍성,전북 무주,강원 원주, 충북, 충북, 영동,
제주도 등지이다.모양이 원형이나 타원형나 타원형으로 고르고 일정하며 갓이 70% 정도 피고
고유의 모양을 갗추고 연갈색 바탕에 거북이
등처럼 갈라져 흰줄 무늬가 있는 것으로 적당
한 육질을 갖고 광택이 나며 전체가 오그라드는
모양을 하고 있는 두꺼운 것이 좋다.또한 봄이나
가을에 생산된 것으로 건조가 잘 되고 수분이
13% 정도이며 각의 크기가 5-7cm 인것이
좋은 표고버섯이다.
표고버섯은 참나무,졸참나무,너도밤나무 등
활엽수에 기생하는 송이과에 속하는 식용버섯으로서
항암작용 등 약리효과가 있는 것으로 알려져
있다. 특히 표고버섯은 목이버섯 다음으로 식이섬유가 많이 들어 변비예방에 도움을 준다.
식이섬유 섭취는 변비의 예방 및 치료에 가장
적합한데, 대장 내에서 물을 흡수하여 변을
연하게 하고 부피를 크게 한다. 또한
표고버섯에는 베타블루칸 성분의 일종인 렌티난
(lentinan)을 비롯한 6종의 다당류가 있어
항종양성 및 면역증가 작용을 한다.최근에
렌티난은 천연의 방어 물질인 인터페론이라는
물질인 인터페론이라는 물질을 만들어 내어
면역증강 작용 및 항암작용을 하는데 놀라운
효능을 갖고 있음이 입증 되었다.생 표고버섯
보다는 말린 표고버섯이 여러 가지 면에서 훨씬
더 효과적인 것으로 알려져 있다. 표고버섯이
자외선을 쬐면 에르고스테롤에서 비타민 D가 생성되므로 생 표고버섯보다 비타민 D가 풍부하다.
또한 비타민 B1과B2도 상당량 함유하고 있다.
또한 생 표고버섯보다는 말린 표고버섯이
에리타데닌(eritadenine)성분이 많이 들어있어
콜레스테롤의 대사를 촉진하고 그것을 체외로
배출하는 작용을 한다.
표고버섯은 되도록 작고 갓이 피지 않은것으로
골라 미지근한 물에 담가 불려서 기둥을 뗀다.
쇠고기는 살로 곱게 다지고,두부는 깨끗한 행주로 싸서 도마 등 무거운 것으로 눌러 물기를 빼고 곱게 으깬다. 다진 쇠고기와 으깬 두부를 합하여
간장,설탕,다진 파, 다진 마늘,참기름,깨소금,
후춧가루 등으로 양념한다.표고버섯의 안쪽에
밀가루를 고루 묻힌 다음에 소를 꼭꼭 눌러 펴서
채운다.표고버섯의 소를 넣은 면에만 밀가루를
얇게 묻히고 푼 달걀에 담가 뜨겁게 달군
프라이팬에 양면을 노릇하게 지진다.간장,물,
식초,잣가루 등을 합하여 초장을 만들어 곁들여
낸다.